# Hennevederigheid
Hennevederigheid of hennenverigheid is een eigenaardigheid van bepaalde kippenrassen, waarbij de veren van de haan sterk op die van de hen lijken.

## Beschrijving
Een hennevederige haan bezit, in tegenstelling tot normale hanen, geen sierbehang in de hals en geen zadelbehang. De veren in de hals en het zadelgebied hebben dezelfde kleur en hetzelfde veerpatroon als de hennen van dat ras en die kleurslag.

## Afbeeldingen

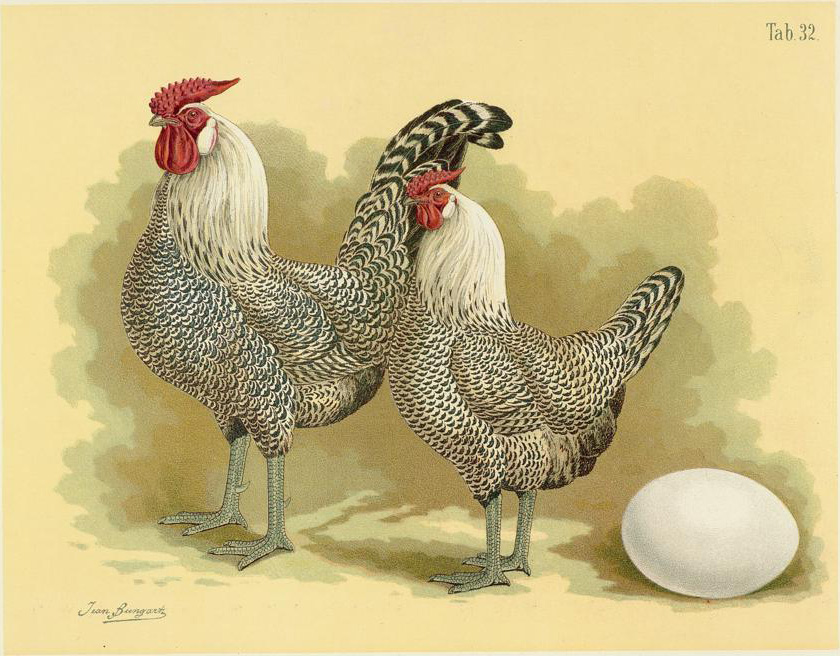
Zilverpel Hollandse hoenders
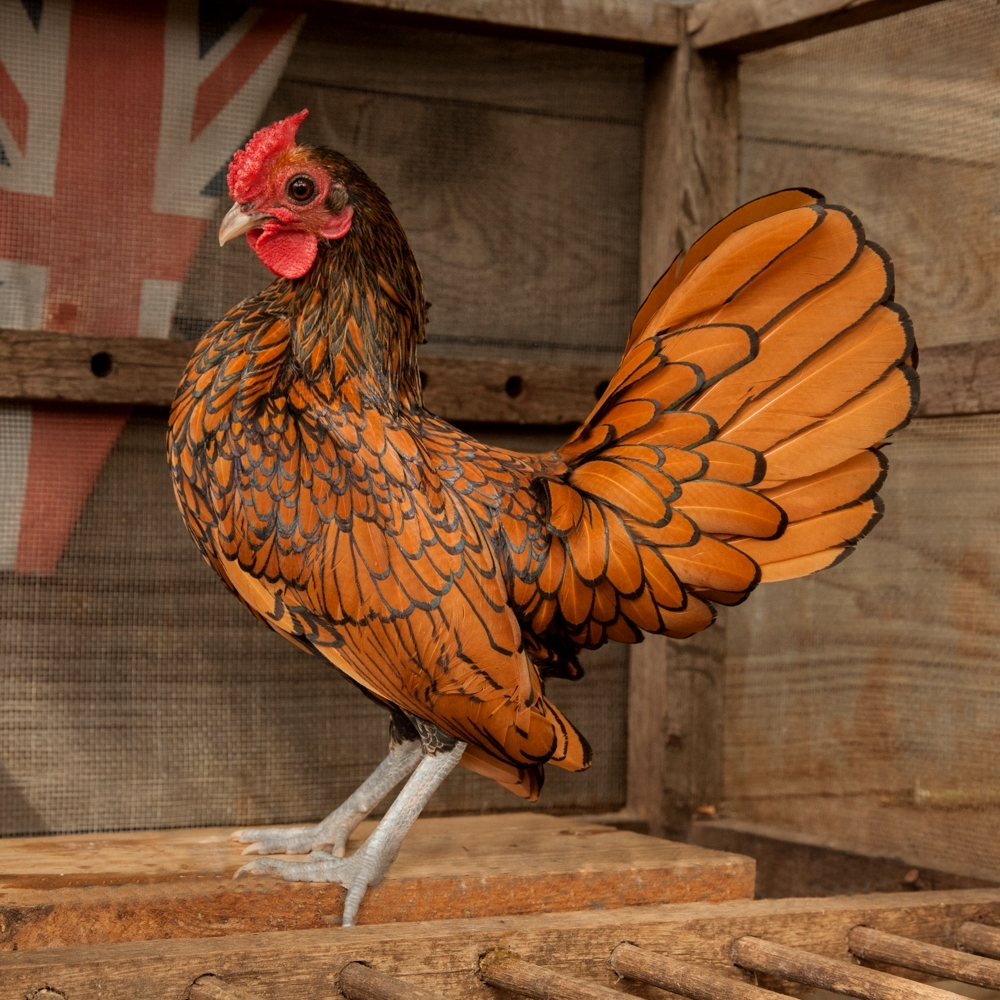
Sebrighthaan
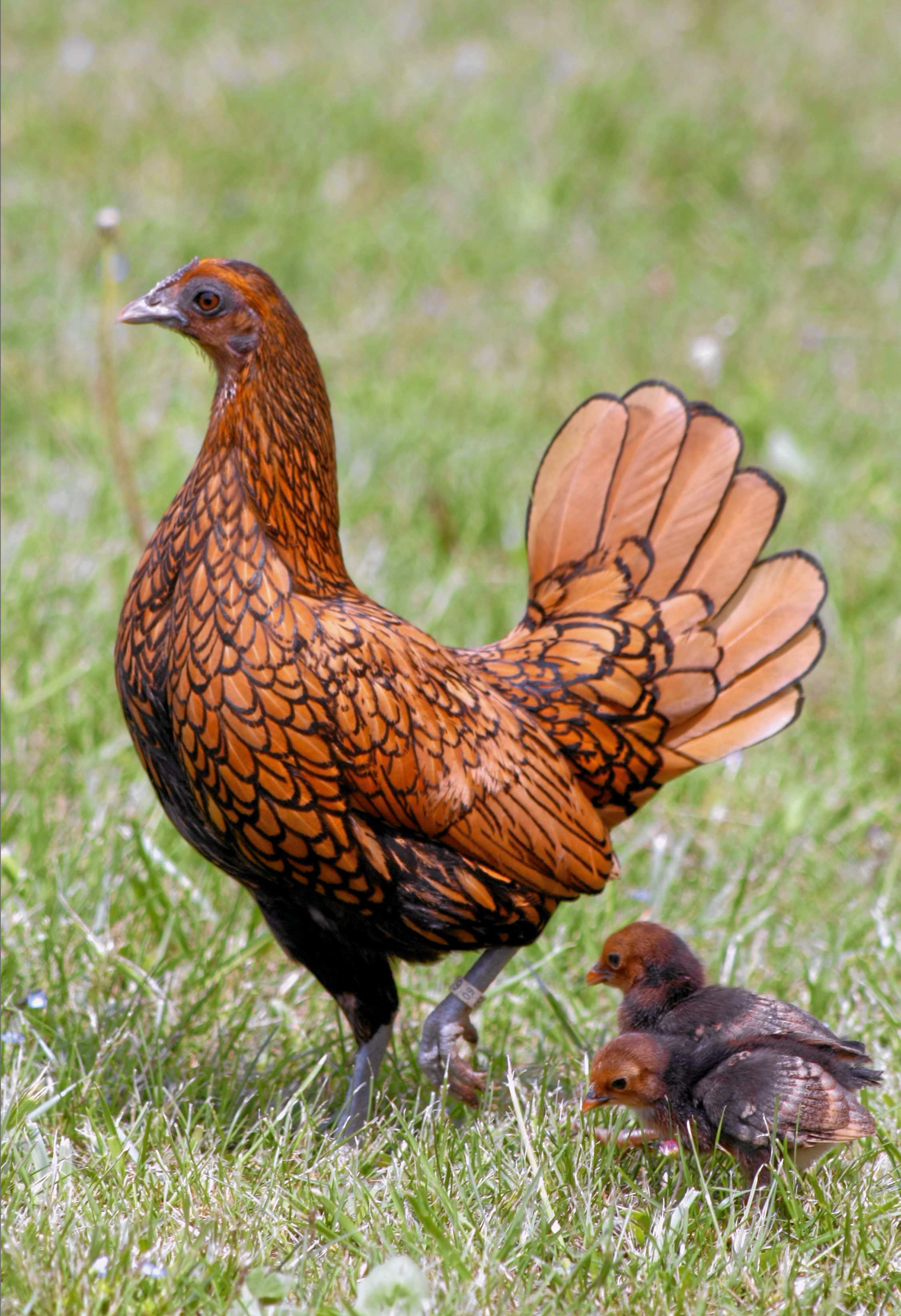
Sebrighthen met kuikens

## Rassen met hennenvederigheid
- Sebright
- Campine (Engelse variant van het Kempisch hoen)
- Hollands hoen (Engelse gepelde variant)

Sporadisch komt hennenvederigheid voor bij de rassen:
- Brakel
- Chabo